# Птичьи сёги
Птичьи сёги или Тори сёги (яп. 禽将棋 или яп. 鳥将棋, англ. Tori shogi или англ. Bird chess) — вариант сёги на сёгибане 7×7.

## Описание
Вариант был изобретён Тойотой Сиробэем (яп. 豊田四郎兵) в 1799, несмотря на то, что изобретение традиционно приписывается 9-му мэйдзину Охаси Соэю. Впервые был опубликован в 1828, а затем в 1833. Игра ведётся на доске 7×7 и использует правило сброса; это единственный традиционный вариант сёги, возможно, кроме ва сёги, с такой особенностью. Является одним из самых популярных вариантов сёги. В 1990-х и начале 2000-х в Лондоне и Ройстоне проводились турниры.

## Фигуры[2]
| Название                 | Кандзи | Ромадзи       | Аббревиатура |
| ------------------------ | ------ | ------------- | ------------ |
| Феникс                   | 鵬     | ootori, hō    | Ph           |
| Сокол                    | 鷹     | taka, ō       | Fa           |
| Горный хохлатый орёл     | 鵰     | kumataka, shū | +Fa          |
| Журавль                  | 鶴     | tsuru, kaku   | Cr           |
| Фазан                    | 雉     | kiji, chi     | Pt           |
| Перепел (левый и правый) | 鶉     | uzura, jun    | Q (RQ & LQ)  |
| Ласточка                 | 燕     | tsubame, en   | Sw           |
| Дикий гусь               | 鴈     | kari, gan     | +Sw          |